# Ostrożec (obwód rówieński)
Ostrożec – wieś na Ukrainie, w obwodzie rówieńskim, w rejonie dubieńskim, miejscowość położona ok. 18 km. na południowy wschód od Łucka. Siedziba hromady.
Do 2020 roku w rejonie młynowskim.

## Historia
W XVI w. gniazdo rodowe rodu Hołowniów-Ostrożeckich, następnie w XVIII wieku dobra Olizarów, potem Ledóchowskich.
W czasie I wojny światowej – w rejonie bitwy pod Łuckiem (4–8 lipca 1916 r.) na początku ofensywy Brusiłowa.
Po wojnie w II RP – województwo wołyńskie, powiat dubieński, gmina Malin. Większość mieszkańców w tym czasie stanowili Żydzi (632 osób w 1921 roku).
Przed II wojną światową: cerkiew drewniana z 1752 r., kaplica z 1819 r. oraz kaplica katolicka (Parafia Ofiarowania NMP w Jałowiczach, dekanatu łuckiego).
W czasie kampanii wrześniowej stacjonowało tu dowództwo III/1 dywizjonu myśliwskiego Brygady Pościgowej oraz 111 eskadra myśliwska, 112 eskadra myśliwska i 152 eskadra myśliwska.
Podczas okupacji niemieckiej żydowscy mieszkańcy zostali eksterminowani. W sierpniu 1941 Niemcy rozstrzelali około 170 Żydów. Pozostałych umieszczono w getcie powstałym w kwietniu 1942. Likwidacja getta nastąpiła 9 października 1942 – z 900 jego mieszkańców rozstrzelano 700, pozostali zdołali zbiec i ukryć się w lasach. Zdaniem Władysława i Ewy Siemaszków egzekucja odbyła się po zagnaniu ofiar do Młynowa.
Na wschód od wsi zachowały się wały ziemne grodziska.